# Луч Эйри
Луч Э́йри (англ. Airy beam) — недифрагирующая форма волны, проявляющаяся в виде изгибающегося по мере распространения луча.

## Физическое описание
В сечении луч Эйри представляет собой область, на которую приходится основная интенсивность, яркость соседних областей последовательно затухает, сходясь к нулю в бесконечности. На практике луч усекается, чтобы получить конечные значения в ограниченной области.
Распространяясь, луч Эйри не подвергается дифракции, то есть не расплывается. Для этого луча характерно свободное ускорение: по мере распространения он отклоняется от первоначального направления, формируя дугу параболы.

## История
Термин «луч Эйри» происходит от интеграла Эйри, введённого в 1838 году Джорджем Бидделем Эйри для объяснения оптических каустик, таких как те, что проявляются в виде радуги.
Существование луча Эйри впервые было теоретически предположено Майклом Берри и Нандором Балажем в 1979 году. Они продемонстрировали решение в виде нерасплывающегося волнового пакета Эйри для уравнения Шрёдингера.
Впервые создать и наблюдать луч Эйри в виде одно- и двумерных конфигураций удалось исследователям Университета Центральной Флориды в 2007 году . В команду входили Георгиос Сивилоглу, Джон Броуки, Аристид Догариу и Димитриос Христодулидис (Georgios Siviloglou, John Broky, Aristide Dogariu, and Demetrios Christodoulides).
В одномерном случае луч Эйри является единственным сохраняющим форму волны ускоряющимся решением уравнения Шрёдингера для свободной частицы (то же справедливо для двумерной волновой оптики параксиальных лучей). Однако в двух измерениях (или для трёхмерных параксиальных оптических систем) возможны два решения: двумерные лучи Эйри и ускоряющиеся параболические лучи.

## Математическое описание
Уравнение Шрёдингера в отсутствие потенциала:
{\displaystyle i{\frac {\partial \Phi }{\partial \xi }}+{\frac {1}{2}}{\frac {\partial ^{2}\Phi }{\partial \,s^{2}}}=0}
имеет следующее недиспергирующее решение Эйри:
{\displaystyle \Phi (\xi ,\,s)=\operatorname {Ai} (\,s-(\xi /2)^{2})\exp(i(\,s\xi /2)-i(\xi ^{3}/12)),}
где
- Ai — функция Эйри;
- {\displaystyle \Phi } — огибающая электрического поля;
- {\displaystyle s=x/x_{0}} — безразмерная поперечная координата;
- {\displaystyle x_{0}} — произвольный поперечный масштаб;
- {\displaystyle \xi =z/kx_{0}^{2}} — нормированное расстояние распространения (продольная координата);
- {\displaystyle k=2\pi \,n/\lambda _{0}}

## Экспериментальное наблюдение
Георгиос Сивилоглу и соавторы успешно создали оптический луч Эйри в 2007 году. Для получения распространения Эйри луч с гауссовским распределением модулировался пространственным модулятором света. Результат был записан на ПЗС-камеру.
В 2013 году был впервые получен электронный луч Эйри.

## Применение
Исследователи из Сент-Эндрюсского университета использовали луч Эйри для управления мелкими частицами, перемещая их вдоль линий и вокруг углов. Это может найти применение в микрофлюидике и клеточной биологии.